# Qiupalong
Qiupalong (лат.) — монотипический род динозавров-теропод из семейства орнитомимид, включающий единственный вид — Qiupalong henanensis. Жили в верхнемеловую эпоху в районе современного Китая.

## Находки
Род и вид описаны в 2010 году Xu Li, Yoshitsugu Kobayashi, Lü Junchang, Lee Yuongnam, Liu Yongqing, Kohei Tanaka, Zhang Xingliao, Jia Songhai и Zhang Jiming. Первая часть родового названия относится к геологической формации Qiupa, вторая — long — с китайского переводится как «дракон». Видовое название относится к провинции Хэнань.
Ископаемые остатки были найдены в районе Luanchuan провинции Хэнань, в меловых отложениях формации Qiupa, относящихся к началу кампана. Он состоит из частичного скелета: правой части тазовых костей и левой голени.
Qiupalong является относительно небольшим двуногим всеядным динозавром.
Описание данного динозавра и кладистический анализ показали, что Qiupalong относится к семейству орнитомимид и близок к североамериканским Struthiomimus altus и Ornithomimus edmontonicus. Это говорит о том, что в то время между Азией и Ларамидией был сухопутный мост. Qiupalong является первым азиатским представителем семейства орнитомимид, найденным за пределами пустыни Гоби, и, следовательно, является самым южным на континенте среди этого семейства.